# Mir iskusstva

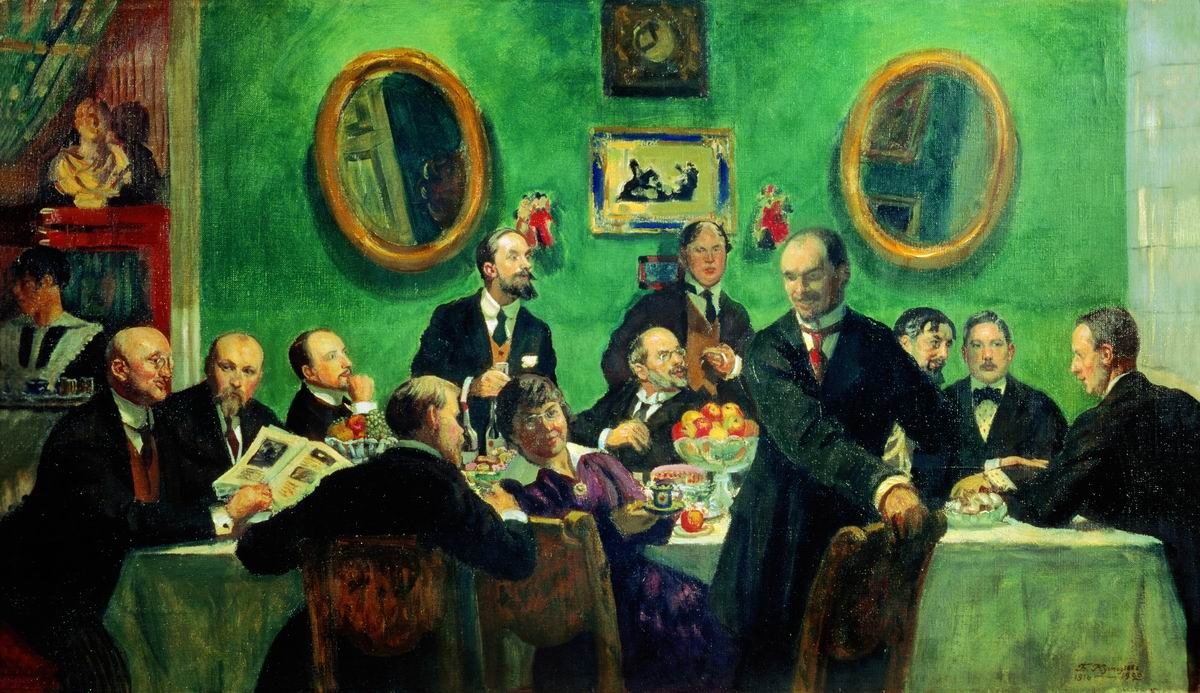
Membri ai grupului artistic Mir iskusstva – Lumea artei, pictură de Boris Kustodiev (1916 - 1920). Personajele sunt, din stânga la dreapta: Igor Grabar, Nicholas Roerich, Eugene Lanceray, Kustodiev, Ivan Bilibin, Anna Ostroumova-Lebedeva, Alexandre Benois, Heorhiy Narbut, Kuzma Petrov-Vodkin, Nikolay Milioti, Konstantin Somov și Mstislav Dobujinski (sau Mstislav Dobuzhinsky).

Mir iskusstva (rusă «Мир искусства», Lumea artei) a fost atât o importantă mișcarea artistică rusă, cât și o revistă artistică, cu nume omonim, pe care a promovat-o, jucând un rol semnificativ în modelarea avangardei rusești. Membrii grupului se autointitulau „miriskusniki.”
Fondată în anul 1898, de către de un grup de studenți entuziaști de la facultăți de belle artes, din care făceau parte Alexandre Benois, Konstantin Somov, Dmitri Filosofov, Léon Bakst și Eugene Lansere, mișcarea artistică Mir iskusstva a avut o influență profundă asupra artiștilor ruși care au contribuit la revoluția secolului 20 în arta rusă și europeană.
Revista în sine a avut un tiraj limitat în afara Rusiei, deoarece a rămas o parte centrală a dezvoltării mișcării moderniste rusești.
Inspirate de Europa și marile sale culturi și capitale, marcate de puternica influență a mișcărilor artistice ale Art Nouveau  și simbolism, respectiv de cultul frumosului, lucrările pictorilor grupului prezintau și prezintă un caracter rafinat, cu un anume „parfum”. specific.

## Istoric

### Fondarea Mir Iskustva

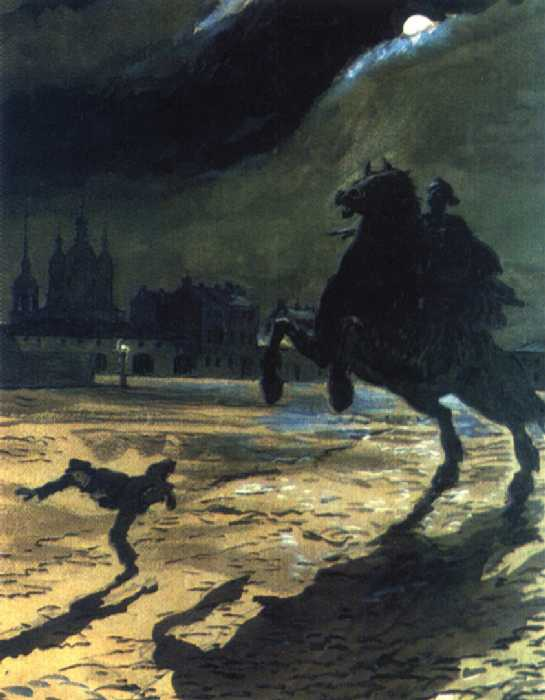
Între 1899 și 1905 — Una din ilustrațiile lui Alexandre Benois (1870 – 1960) → WikiData Q319861 pentru poemul lui Pushkin Călărețul de bronz

Grupul artistic cunoscut sub numele de Miriskusniki a fost fondat în noiembrie 1898 de un colectiv de studenți la facultăți de belle artes, din care făceau parte Alexandre Benois, Konstantin Somov, Dmitri Filosofov, Léon Bakst și Eugene Lansere.
Grupul a apărut dintr-o viziune comună, a membrilor fondatori, de a contesta normele artistice convenționale ale vremii și de a introduce o abordare proaspătă și individualistă a artei rusești. Începuturile grupului Mir Iskustva pot fi urmărite până la organizarea Expoziției Artiștilor Ruși și Finlandezi la Muzeul de Arte Aplicate Stieglitz din Sankt Petersburg.
În 1899, o parte a grupului fondator a lansat revista, cu nume omonim, Mir Iskusstva, care a jucat un rol esențial în misiunea lor de a remodela peisajul artistic rusesc. Revista a fost co-fondată la Sankt Petersburg de Alexandre Benois, Léon Bakst și Serghei Diaghilev (redactorul-șef).
Grupul fondator al revistei a căutat să se desprindă de tradițiile rigide și academice susținute de puternicul influent și grup artistic Peredvizhniki (Rătăcitorii). Cei trei fodatori au susținut libertatea artistică, exprimarea individuală și au sărbătorit estetica Art Nouveau, precum și alte principii ale puternicei mișcării artistice Art Nouveau. Fundamentul teoretic al ideologiei artistice a grupului a fost articulat printr-o serie de articole seminale ale lui Diaghilev, care au fost publicate în primele numere ale revistei (dublele numere, 1/2 și 3/4). Aceste scrieri au inclus titluri precum Întrebări dificile, Degradarea noastră imaginară, Luptă permanentă, În căutarea frumuseții și Fundamentele aprecierii artistice.

### Perioadaclasică

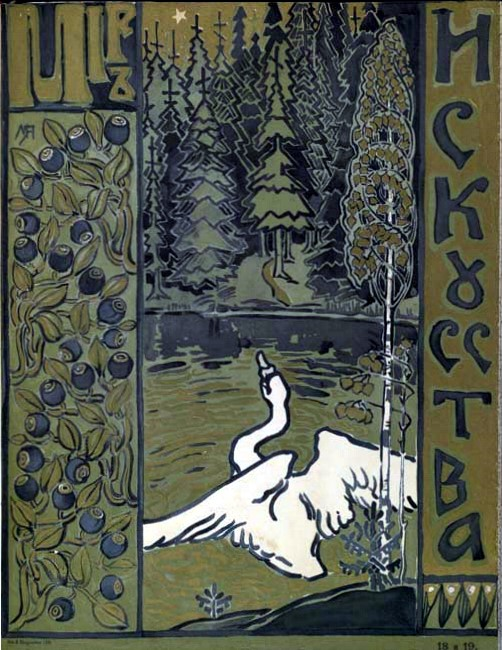
Coperta revistei Mir iskusstwa, lucrare din 1899, realizată de Maria Iakuncikova (în) (1870 – 1902) → WikiData:Q4537219, a fost graficană și pictoriță rusă.

Grupul Mir Iskustva a intrat în așa-numita „perioada clasică,” din 1898 până în 1904, timp în care a organizat o serie de șase expoziții semnificative care au prezentat ideile sale de avangardă și eforturile artistice. Aceste expoziții au jucat un rol cheie în contestarea status quo-ului artei ruse la acea vreme, stabilind grupul ca o forță de inovație și schimbare culturală. Expozițiile au fost următoarele:
- 1899 – Prima expoziție a fost de anvergură internațională, prezentând lucrări ale artiștilor ruși și străini.
- 1900 – Această expoziție a continuat angajamentul grupului de a extinde acoperirea idealurilor lor artistice.
- 1901 – Desfășurată la prestigioasa Academie Imperială de Arte din Sankt Petersburg, această expoziție a marcat un punct culminant pentru grup, atrăgând atenția elitei artistice și intelectuale.
- 1902 – Grupul a prezentat expoziții atât la Moscova, cât și la Sankt Petersburg, consolidându-și și mai mult influența asupra artei rusești.
- 1903 – Expoziția din acest an a fost o altă prezentare importantă a producției creative a grupului.
- 1906 – Ultima expoziție a grupului artistic și al revistei Mir Iskustva, din Sankt Petersburg, a fost văzută ca un efort al lui Serghei Diaghilev de a păstra unitatea în cadrul grupului.

În acel moment, au existat tensiuni crescânde între facțiunile mișcării din Sankt Petersburg și Moscova. Artiștii din Moscova, frustrați de direcția grupului, organizaseră deja Expoziția a 36 de artiști, în 1901, respectiv ulterior a format Uniunea Artiștilor Ruși, în 1903, de către un grup mai conservator și tradiționalist. Expoziția lui Diaghilev din 1906 a fost o încercare de a menține coeziunea, dar în cele din urmă a marcat, inerent, dizolvarea grupului.
În 1910, uniunea, unitatea și importanța grupului Mir iskusstva au fost „reînviate,” după ce Alexandre Benois a publicat un articol critic, despre formata în 1906, la Moscova, Uniunea Artiștilor Ruși. Nicholas Roerich a devenit noul președinte, iar grupul s-a extins pentru a include artiști avangardiști precum Nathan Altman, Vladimir Tatlin și Martiros Saryan.
Unii au spus că includerea pictorilor ruși de avangardă a demonstrat că grupul a devenit mai degrabă o „organizație capabilă doar de a organiza expoziții,” decât o mișcare artistică. În 1917, președintele grupului a devenit Ivan Bilibin. În același an, până în 1922, atât în Sankt Petersburg, cât și în Moscova, majoritatea membrilor grupului de artiști plastici ai Valetului de Caro au intrat în grupul Mir iskusstva. Ultima expoziție a grupului Mir iskusstva a fost organizată la Paris în 1927. Unii membri ai grupului au intrat în mișcările artistice Zhar-Tsvet (Moscova, organizată în 1924) și Patru arte (Moscova și Leningrad, organizată în 1925).

### Membri
Pe lângă cei cinci membri fondatori, mai sus enumerați, printre figurile proeminente ale Mir Iskustva s-au numărat și Mstislav Dobujinski, Igor Grabar, Maria Iakuncikova, Boris Kustodiev, Anna Ostroumova-Lebedeva, Nicholas Roerich.

## Artă
La fel ca prerafaeliții englezi dinaintea lor, Benois și colegii săi au fost dezgustați de natura antiestetică a societății industriale moderne și a modernității, în general, și au căutat constant să consolideze toți artiștii ruși neoromantici sub steagul luptei pozitivismului în artă.
Misiunea lor, clar angajată, a fost să se întoarcă la rădăcinile mai expresive și mai idealizate ale artei, respingând, chiar refuzând, raționalul și mecanicul. Ca și romanticii dinaintea lor, miriskusniki (cum erau cunoscuți adepții acestei mișcării artistice) au promovat înțelegerea și conservarea artei din epocile anterioare, în special a artei populare tradiționale, precum și a rococoului, secolului al 17-a. Francezul Jean-Antoine Watteau a fost foarte probabil artistul plastic complex, pe care l-au admirat cel mai mult.
Astfel de proiecte „revivaliste” au fost tratate de miriskusniki cu umor, într-un spirit puternic de auto-parodie. Erau fascinați de măști și marionete, de carnaval și teatru de păpuși, de vise și basme. Tot ceea ce era grotesc și jucăuș îi atrăgea mai mult decât seriosul și emoționalul. Orașul lor preferat era Veneția, atât de mult încât Diaghilev și Stravinsky l-au ales ca loc de înmormântare.

## Caracteristici

### Medii preferate
Grupul Mir Iskustva a preferat medii ușoare și aerisite, cum ar fi acuarela și guașa, în detrimentul picturilor tradiționale în ulei. Practicanții ideilor grupului și-au propus să aducă arta în viața de zi cu zi, proiectând interioare și cărți.

### Design teatral revoluționar
Bakst și Benois au transformat designul teatral cu lucrările lor inovatoare pentru producții precum:
- Cléopâtre (1909)
- Carnaval (1910)
- Petrushka (1911)
- L'après-midi d'un faune (1912)

### Expoziții și influență
Expozițiile Mir Iskustva au atras pictori renumiți din Rusia și din străinătate, precum erau: Mihail Vrubel, Mihail Nesterov, Isaac Levitan.

## Galerie

Lucrări reprezentative
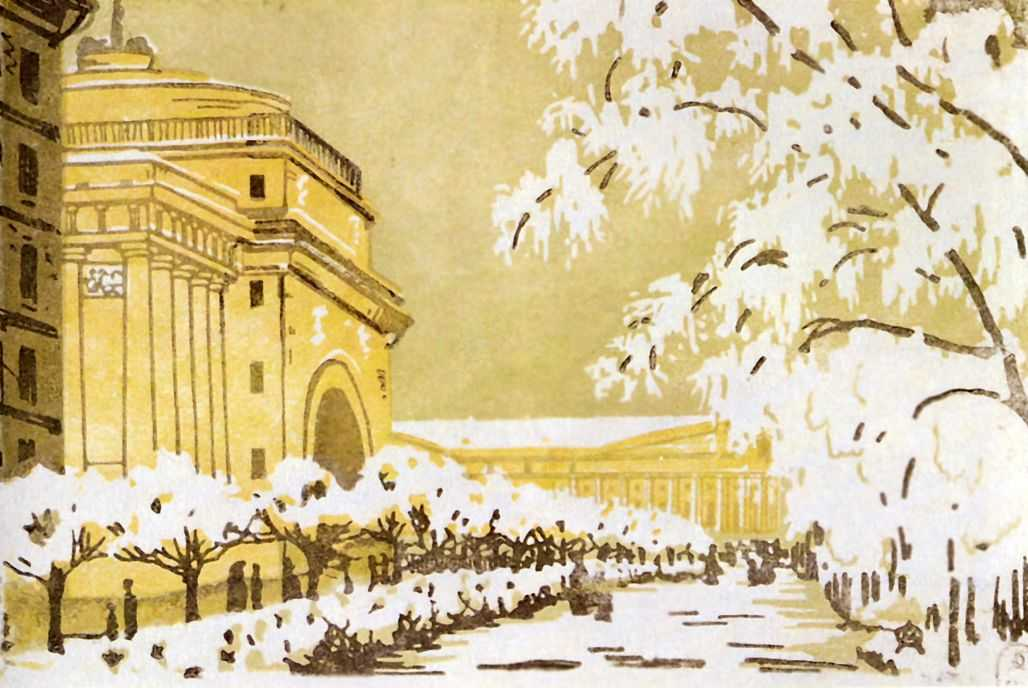
1901 – Sankt Petersburg de Anna Ostroumova-Lebedeva
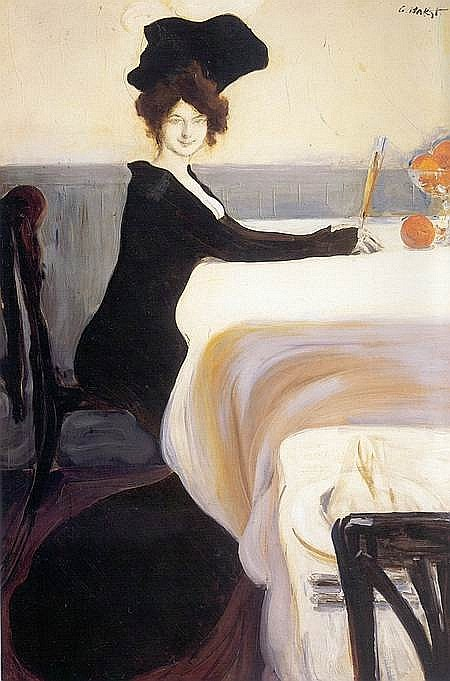
1902 – Doamnă la masă, în rochie de epocă de Léon Bakst
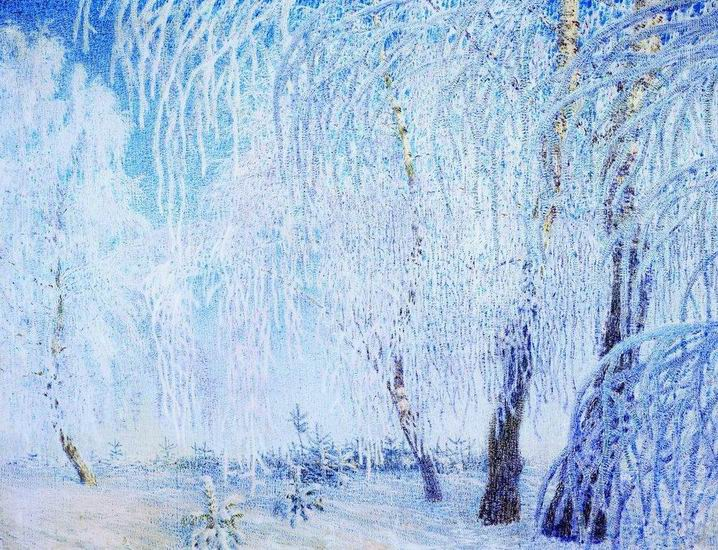
1905 – Înghețul de Igor Grabar
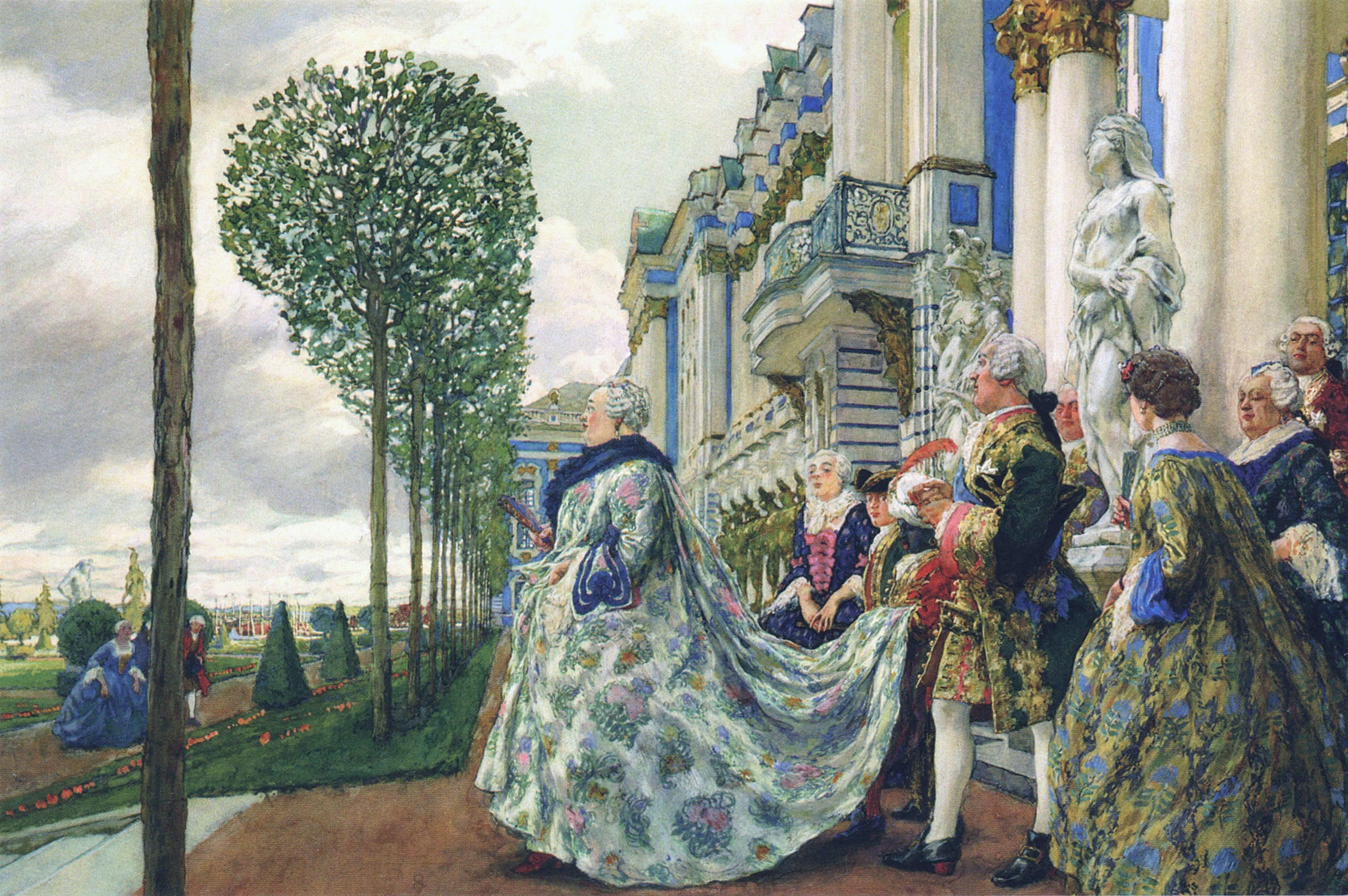
1905 – Împărăteasa Elisabeta Petrovna în localitatea Puşkin (rusă Елизаве́та (Елисаве́т) Петро́вна), cunoscută şi ca Elisabeta, dar, mai ales, ca Elisabeta a Rusiei – pictură retro, rococo, de Eugene Lanceray
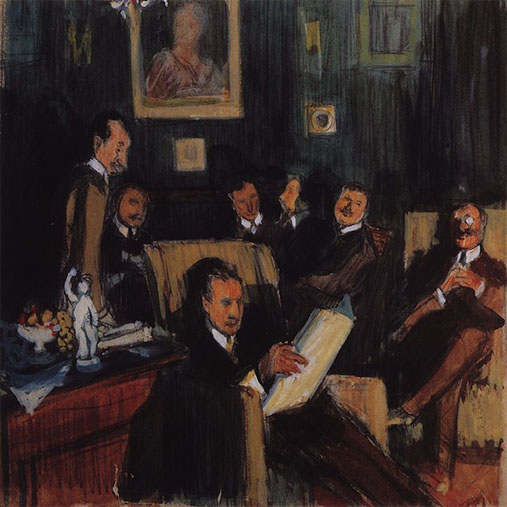
1910 – Studiu de Boris Kustodiev pentru tabloul de grup al unor membri ai Mir iskusstva
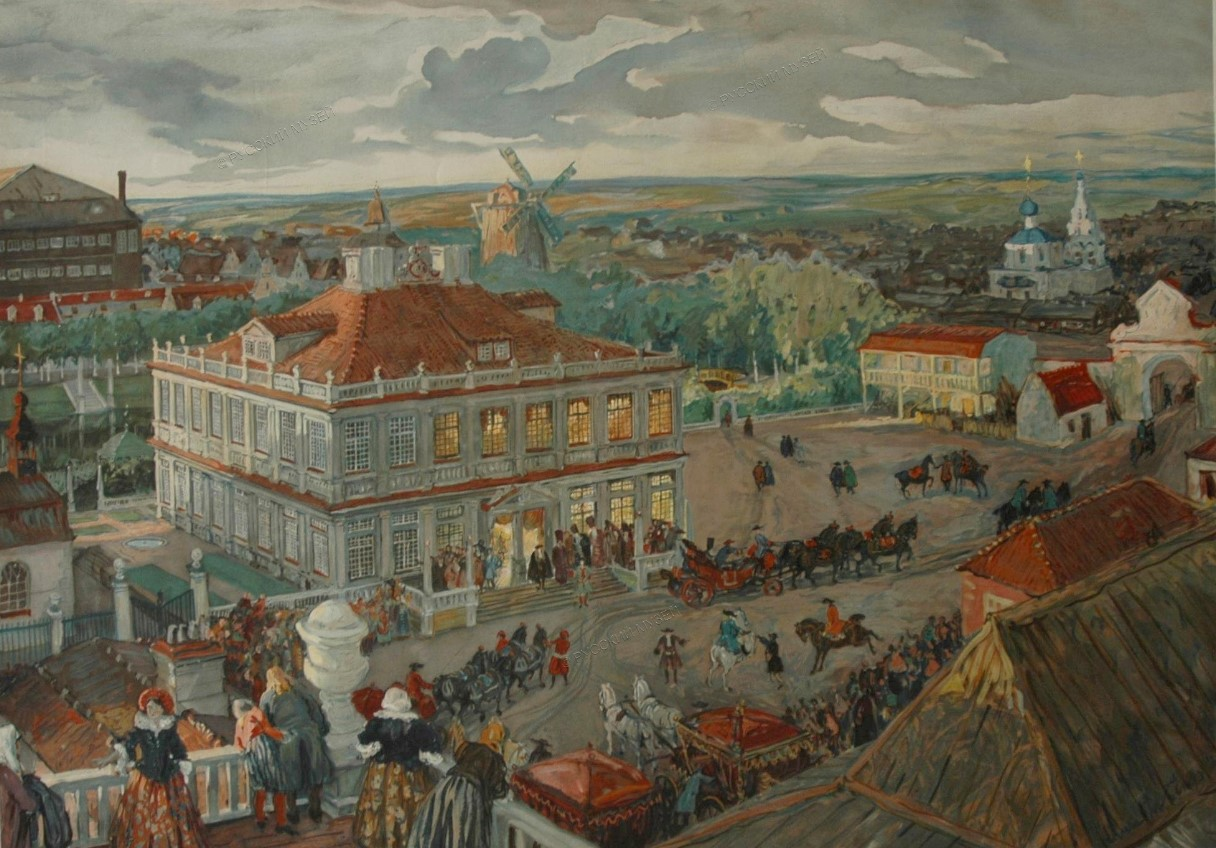
1911 – Cartierul german de Alexandre Benois
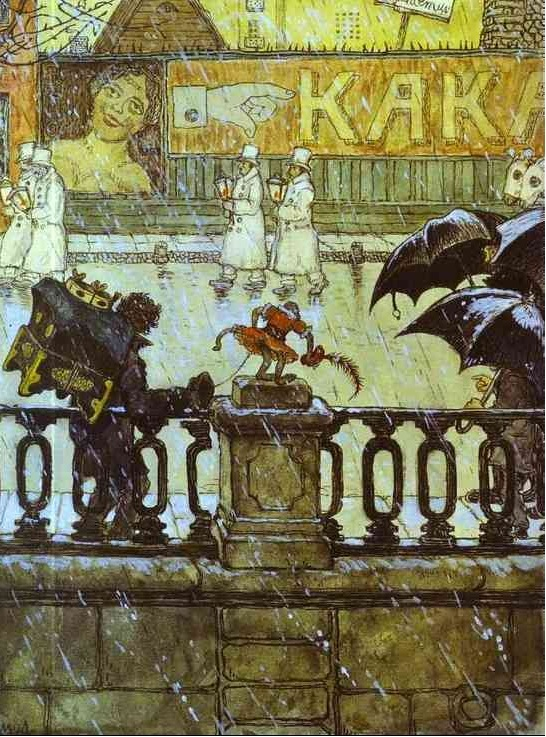
1915 – Studiu de fețe de orășeni de Mstislav Dobuzhinsky
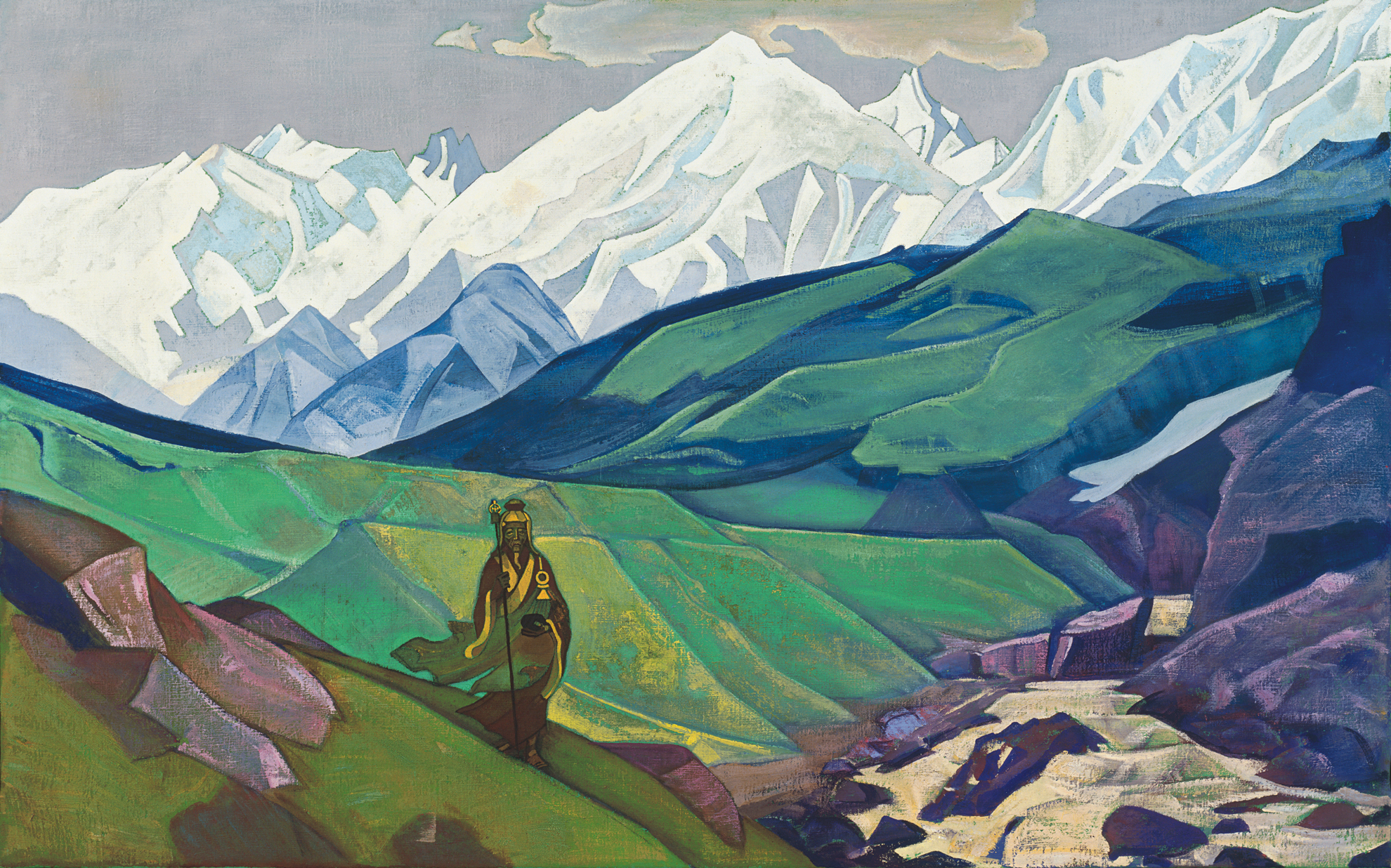
1925 – În Munții Altai de Nicholas Roerich